# 东噶藏学大辞典
《东噶藏学大辞典》（藏語：དུང་དཀར་ཚིག་མཛོད་ཆེན་མོ，威利转写：dung dkar tshig mdzod chen mo）是中华人民共和国出版的一部藏学大辞典，其编者是西藏著名的藏学学者东噶·洛桑赤列。该书于1988年被列为中华人民共和国的国家“九五”出版规划重点项目，是一部研究藏学以及藏语教学工作者的重要工具书。
该书总计280万字，收录词汇约14000条，其中包括藏族历史人物、历史事件、汉藏关系、西藏古代法律、西藏古代政府机构及专用公文、藏区古迹及重要寺庙、藏族民俗、藏区宗教等方面的词汇。2002年4月，由中国藏学出版社出版、青海省新华书店发行。